# Marina Koshevaya
Marina Vladimirovna Koshevaya (en russe : Марина Владимировна Кошевая, Marina Vladimirovna Kochevaïa), née le 1er avril 1960 à Moscou, est une nageuse soviétique.

## Carrière
Aux Jeux olympiques d'été de 1976 à Montréal, Marina Koshevaya remporte la médaille d'or sur 200 mètres brasse, avec un record du monde de 2 min 33 s 35. Elle est aussi médaillée de bronze sur 100 mètres brasse.